# Station Shijo
Station Shijō (四条駅, Shijō-eki) is een metrostation in de wijk Shimogyō-ku in de Japanse stad  Kyoto. Het wordt aangedaan door de Karasuma-lijn. Het station heeft twee sporen, gelegen aan een enkel eilandperron.

Het station is door middel van wandelgangen verbonden met de stations Karasuma en Kawaramachi aan de Hankyū Kioto-lijn.

## Treindienst

### Metro van Kioto
Het station heeft het nummer K09.
| 1 | ■ Karasuma-lijn | richting Kioto en Takeda                         |
| 2 | ■ Karasuma-lijn | richting Karasuma Oike, Kitaōji en Kokusaikaikan |

## Geschiedenis
Het station werd in 1981 geopend.

## Overig openbaar vervoer
Bussen van het stadsnetwerk van Kioto en Keihan.

## Stationsomgeving
Het station bevindt zich onder de kruising tussen Karasuma-dōri en Shijō-dōri, midden in het zakencentrum van Kioto. Naast kantoren zijn er ook vele winkels, restaurants en hotels rondom het station.
- Stations Karasuma en Kawaramachi aan de Hankyū Kioto-lijn
- Hoofdkantoor van de Kioto Bank
- Hoofdkantoor van Kioto Chūō Shinyō Bank
- Hoofdkantoor van Wakasa Seikatsu
- Dependance van Nomura Shōken
- Mitsui Sumitomo Bank
- Mitsubishi Tokyo UFJ Bank
- Hogeschool Ikenobō
- COCON Karasuma (multifunctioneel complex)
  - Kioto Cinema (bioscoop)
  - FM Kioto
- Daimaru (warenhuis)
- Karasuma Kioto Hotel
- Circle-K
- FamilyMart
- 7-Eleven

Kokusaikaikan · Matsugasaki · Kitayama · Kitaōji · Kuramaguchi · Imadegawa · Marutamachi · Karasuma Oike · Shijō · Gojō · Kyoto · Kujō · Jūjō · Kuinabashi · Takeda (>> doorgaande lijnen via de Kintetsu Kyoto-lijn)